# Abtenau
Abtenau es un pueblo ubicado en el distrito de Hallein, Salzburgo, en Austria, con un territorio de 186.95 km², a una altura media de 714 m y con una población de 5 894 habitantes (2021).
En la región se practican deportes de invierno y el poblado es un centro turístico principalmente durante la estación de verano. Cuenta con un tribunal de distrito, hospitales y balnearios. El negocio de la silvicultura es gestionado por la Comisión Forestal de Austria (Österreichische Bundesforste).
- Datos: Q334510
- Multimedia: Abtenau / Q334510

1. ↑  Worldpostalcodes.org, código postal n.º 5441.